# 東町 (さいたま市岩槻区)
東町（ひがしちょう）は、埼玉県さいたま市岩槻区の町名。現行行政地名は東町一丁目及び東町二丁目。郵便番号は、339-0055。

## 地理
さいたま市岩槻区の中部に位置する。岩槻駅も徒歩圏内であるため、住宅地として利用されている。南部は国道16号に面しており交通量が多く、ロードサイド店が出店している。

## 歴史
- 1966年（昭和41年）10月1日 – 住居表示実施に伴い、岩槻市大字岩槻、加倉、柏崎の各一部から東町一丁目及び二丁目が成立[4]。
- 2005年（平成17年）4月1日 - 岩槻市がさいたま市と合併し、さいたま市岩槻区の町名となる。

## 世帯数と人口
2017年（平成29年）10月1日現在の世帯数と人口は以下の通りである。
| 丁目       | 世帯数  | 人口    |
| ---------- | ------- | ------- |
| 東町一丁目 | 555世帯 | 1,152人 |
| 東町二丁目 | 395世帯 | 859人   |
| 計         | 950世帯 | 2,011人 |

## 小・中学校の学区
市立小・中学校に通う場合、学区（校区）は以下の通りとなる。
| 丁目       | 番地 | 小学校                 | 中学校                 |
| ---------- | ---- | ---------------------- | ---------------------- |
| 東町一丁目 | 全域 | さいたま市立太田小学校 | さいたま市立岩槻中学校 |
| 東町二丁目 | 全域 | さいたま市立太田小学校 | さいたま市立岩槻中学校 |

## 交通
- 地内に鉄道は敷設されていない。東武野田線岩槻駅が最寄り駅となっている。

### 道路
- 国道16号
- 埼玉県道324号蒲生岩槻線

## 施設
- 市営東町団地
- 東町公園